# Sistema de las Lamiñas
El Sistema de las Lamiñas es un complejo de cavidades subterráneas situado en el límite de los municipios de Amoroto y Berriatúa (Vizcaya), País Vasco, España.

## Ubicación geográfica
Situada en el lado Este del pequeño karst de Mereludi (Berriatúa), atraviesa prácticamente en su totalidad su lentejón calizo, por debajo de los montes Atxarre (267 m) y Gaztelukoatxa (183 m). Es una de las principales vías activas de drenaje del poljé o valle cerrado de Mereludi, contando también con varios niveles fósiles.

## Descripción

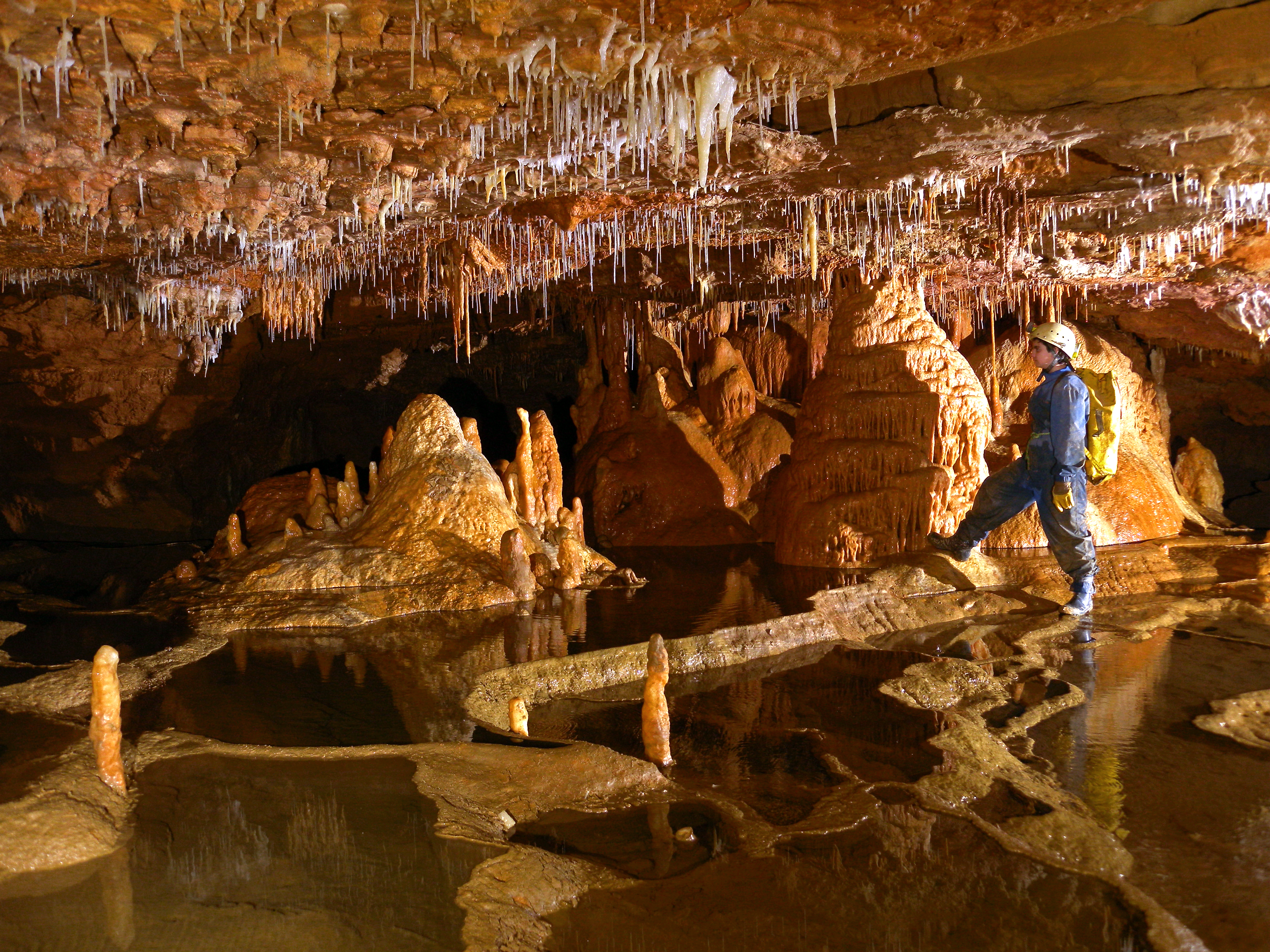
Espeleotemas y gours en el Sistema de las Lamiñas. ADES.

El Sistema de las Lamiñas es un complejo de galerías al que se accede por dos bocas: Armiña y Lamiñak I. Por esta segunda boca resurge el río subterráneo que circula por el interior. El Sistema de las Lamiñas está relativamente bien conservado a excepción de la boca superior, que por hallarse pegada a la carretera frecuentemente hace las funciones de basurero. Durante los últimos años han aumentado los grafitis y se han ocasionado destrozos también en la galería inferior, pero la cavidad en su conjunto sigue manteniéndose en condiciones aceptables, más teniendo en cuenta la carga de visitas que soporta. Cavidad particularmente bella y entretenida, que abunda en formaciones de todo tipo y con una morfología variada y didáctica. En su recorrido es posible ver varios niveles de circulación, con pasos verticales que los comunican. Caos de bloques, meandros, pozas, una cascada, amplias galerías... Entre otros podemos contemplar varios raros espeleotemas en forma de escudo, similares a los documentados en Pech Merle (Francia).

## Nomenclatura
A pesar de que los topónimos de sus dos bocas están bien definidos, el de la boca superior (Armiña, derivado del nombre del caserío más cercano) está sujeto a confusión en cuanto a los ordinales se refiere, al existir varias cuevas en las inmediaciones del caserío Armiña, que han sido numeradas de diversos modos a lo largo de los años. Ver Cuevas de Armiña.

## Historia
Pese a que era conocida de mucho antes, la primera referencia de la exploración de este sistema es del 18 de noviembre de 1962, cuando el Grupo Espeleológico Vizcaíno exploró la boca superior (Armiña), topografiando 350 metros de galerías;  esto quiere decir que ese año no encontraron la conexión con las galerías inferiores; pero sí con posterioridad, dado que en la reexploración efectuada en 1977 consignan una longitud de 4.300 m.  A partir de los años 80 toma el relevo de las exploraciones el grupo ADES, que aumenta la espeleometría hasta los 4.800 m actuales, sin haber dado aún por finalizada la exploración.